# Lindsay Price
Lindsay Price (Arcadia, Kalifornia, 1976. december 6. –) amerikai színésznő.

## Élete
Price szülei testvérekként nőttek fel. Lindsay apai nagyapja által örökbe fogadott lánya és vér szerinti fiának házasságából született. Édesanyja koreai, édesapja német-ír származású. Egy bátyja van, Bryan Price.
Lindsay 2004. július 31-én Malibuban, Kaliforniában ment hozzá Shawn Pillerhez, a Holtsáv című sorozat alkotójához. A pár 2007-ben vált el.
Price később Josh Radnorral alkotott egy párt.
2009 végén randevúzni kezdett egy ausztrál sztárséffel, Curtis Stonenal. 2012 júliusában Curtis eljegyezte, és 2013. június 8-án összeházasodtak. 2 fiuk van: Hudson, 2011. november 6-án, Emerson Spencer 2014 szeptemberében született.

## Karrierje
Lindsay a Toys "R" Us cégnél kezdte a pályafutását. Ő énekelte az egyik reklám betétdalát.
1998-ban csatlakozott a Beverly Hills 90210 szereplőgárdájához. A sorozatban Janet Sosna-t, a Beverly Beat című újság grafikus-szerkesztőjét alakította.
Később szerepelt a Pepper Dennis című sorozatban is, és ő énekelte a Perhaps, Perhaps, Perhaps című betétdalt, a brit Coupling című sorozat amerikai feldolgozásához.
2008-ban a Rúzs és New York-ban szerepelt, amelyet Magyarországon a TV2 vetített.
2009-2010 között Joanna Frankelt játszotta a rövid életű ABC televíziós sorozatban, az Eastwicki boszorkák-ban, ami nálunk az RTL Klub képernyőjén volt látható.

## Filmográfia
| Filmjei   | Filmjei                     | Filmjei           | Filmjei |
| Év        | Cím                         | Szerep            |         |
| --------- | --------------------------- | ----------------- | ------- |
| 1984      | Finder of Lost Loves        |                   |         |
| 1985      | Airwolf                     | rémült gyermek    |         |
| 1986      | Hotel                       | Kim Lan           |         |
| 1987      | My Two Dads                 | Annie             |         |
| 1988      | Purple People Eater         | Kacy              |         |
| 1989      | The Wonder Years            | Lori              |         |
| 1991      | Plymouth                    | April Mathewson   |         |
| 1991      | Parker Lewis sohasem veszít | Cheyenne Thomas   |         |
| 1992-1993 | All My Children             | An Li Chen Bodine |         |
| 1993      | Boy Meets World             | Linda             |         |
| 1994      | Életünk napjai              | Mary              |         |
| 1996      | Maybe This Time             | Veronica          |         |
| 1996-1997 | The Bold and the Beautiful  | Michael Lai       |         |
| 1998      | Hundred Percent             | Cleveland         |         |
| 1998      | Frasier - A dumagép         | Sharon            |         |
| 1998      | C-16: Szuperügynökök        | Rita              |         |
| 1998-2000 | Beverly Hills 90210         | Janet Sosna       |         |
| 2001      | The Heart Department        | Juliet Lee        |         |
| 2001      | Jack és Jill                | Emily Cantor      |         |
| 2001      | CSI: A helyszínelők         | Kim Marita        |         |
| 2001-2003 | Becker                      | Amanda            |         |
| 2002      | Holtsáv                     | Dr. Sharon Weizak |         |
| 2003      | Coupling                    | Jane Honda        |         |
| 2004      | Club Dread                  | Yu                |         |
| 2004-2005 | NCIS                        | Pam Kim hadnagy   |         |
| 2005      | Waterborne                  | Jasmine           |         |
| 2006      | Pepper Dennis               | Kimmy Kim         |         |
| 2007      | Így jártam anyátokkal       | Cathy             |         |
| 2008      | Secrets of the Summer House | Nikki Wickersham  |         |
| 2008-2009 | Rúzs és New York            | Victory Ford      |         |
| 2009      | Lonely Street               | Felicia           |         |
| 2009      | Eastwick                    | Joanna Frankel    |         |